# MSC World Europa
La MSC World Europa è una nave da crociera costruita presso i cantieri navali di Chantiers de l'Atlantique a Saint Nazaire per MSC Crociere. MSC World Europa ha iniziato la sua attività il 20 dicembre 2022 con un viaggio di andata e ritorno di 9 giorni dal Qatar dopo aver prestato servizio come nave hotel a Doha durante il Campionato mondiale di calcio 2022. Si tratta della prima nave di classe "World" di MSC e sarà affiancata da tre navi gemelle: MSC World America (2025), MSC World Asia (2026) e MSC World Atlantic nel 2027.

## Storia

### Progettazione
Nell'aprile 2016 MSC Crociere presentò la sua nuova classe di navi da crociera, la classe "World", dopo aver stipulato una lettera di intenti per un massimo di quattro navi con i cantieri navali di STX France, per un ordine del valore complessivo di circa 4 miliardi di euro firmato presso il Palazzo dell'Eliseo. MSC annunciò anche che tutte le navi della classe World sarebbero state alimentate a gas naturale liquefatto (GNL).

### Costruzione
Il 31 ottobre 2019 MSC rivelò che il nome della prima nave di classe World sarebbe stato MSC Europa e tenne la cerimonia del taglio dell'acciaio ai Chantiers de l'Atlantique, inaugurando così la costruzione della nuova nave. Il 29 giugno 2020 si tenne la cerimonia di posa della chiglia per la nave che per l'occasione venne rinominata in MSC World Europa, durante la quale vennero poste due monete sotto la chiglia come portafortuna. Nel giugno 2021 avvenne il trasferimento in un bacino di carenaggio verso il mare.
MSC World Europa è stata varata nel dicembre 2021 e ha completato le sue prime prove in mare utilizzando GNL nell'Atlantico nel giugno 2022.
La nave è stata consegnata il 24 ottobre 2022. La costruzione della sua nave gemella MSC World America è iniziata nello stesso giorno.

### Carriera operativa
Nel novembre 2019 il Qatar firmò un accordo con MSC per noleggiare MSC World Europa e MSC Poesia come navi hotel per i tifosi che hanno assistito alle partite del Campionato mondiale di calcio 2022, con le navi ormeggiate al porto di Doha durante lo svolgimento della manifestazione.

## Design e specifiche
A maggio 2017, in occasione della cerimonia di consegna di MSC Meraviglia tenutasi presso i cantieri di STX France, MSC rilasciò nuovi dettagli e rendering della classe "World". Nell'annuncio MSC rivelò che ciascuna delle quattro navi che aveva ordinato avrebbe ospitato circa 6 850 passeggeri in circa 2 760 cabine passeggeri, più di qualsiasi nave da crociera. Ogni nave avrebbe avuto una lunghezza di 333 metri (1 093 ft) e una larghezza di 47 metri (154 ft) e presentato uno scafo a "Y" per aumentare la vista panoramica delle cabine e un design della prua a "G" per migliorare l'efficienza del carburante e la stabilità. Le caratteristiche iniziali annunciate includevano cabine quadrate, una piscina con tetto in vetro e sezioni progettate specificamente per le famiglie. Anche la poppa delle navi sarebbe stata aperta, con il ponte inferiore della passeggiata fiancheggiato da cabine con balcone con vista verso l'interno.
Poiché MSC World Europa è alimentata a GNL, la nave può navigare con una riduzione del 99% delle emissioni di anidride solforosa, dell'85% delle emissioni di ossidi di azoto (NOx) e del 25% di quelle di diossido di carbonio (CO2) rispetto ai combustibili marini standard. Si tratta anche della prima nave al mondo a implementare una cella a combustibile alimentata a GNL. Il dimostratore di celle a combustibile da 50 chilowatt a bordo della nave incorpora la tecnologia a celle a combustibile (SOFC) e utilizza il GNL per produrre elettricità e calore a bordo, riducendo ulteriormente le emissioni di gas serra del 30% rispetto alle navi con motori convenzionali a GNL.

## Navi gemelle
- MSC World America
- MSC World Asia
- MSC World Atlantic